# 14994 Uppenkamp
14994 Uppenkamp eller 1997 UW18 är en asteroid i huvudbältet som upptäcktes den 28 oktober 1997 av Spacewatch vid Kitt Peak-observatoriet. Den är uppkallad efter Wolfgang Uppenkamp.